# 长广煤矿
长广煤矿，位于浙江省西北长兴县与皖南广德县交界。为浙江省属国有企业。2013年停止煤矿生产。

## 历史
广德县从明朝万历年间开始陆续采煤，到了清朝康熙年间曾“数万人”入山挖煤。清末民初成立广益煤矿公司。20世纪50年代，浙江省委为了改变只能搞农业和轻纺小工业的局面，决定发展钢铁工业、能源工业。但由于浙江省能源匮乏，煤炭主要靠外省支援，决定恢复开采长兴煤矿。1957年6月，浙江煤矿筹备处在杭州梅花碑成立，后搬到长兴县煤山镇。经中央协调，1957年12月30日安徽省人民委员会下文，划拨广德的大小牛头山、查扉村煤田并入长兴煤矿，归浙江开采，形成了“地面安徽管，地下浙江挖”的局面；石门卡、于子冲、仁村的大部分土地拨给长兴煤矿。  
1958年8月大跃进运动，国家煤炭部直属煤矿均下放给地方。经中央批准，以长兴县和广德县的第一个字命名，成立了“浙江省长广煤矿公司”，地厅级企业。原由地、县办的煤矿也统一归长广煤矿。长广煤矿公司在安徽境内所有企业的税收归安徽。煤炭工业部从22个省抽调干部、技术人员与工人到牛头山建井。当时一共有13个分矿，其中浙江占有4个，安徽有9个。办起3家医院、3所中学和16所小学。
1959年4月铁道兵对正线42.3公里的牛头山至长兴的窄轨铁路技术改造动工，1960年8月竣工，10月1日准轨正式通车。煤炭用铁路运到长兴后，走水路运往全省。矿区支线包括：煤山至千井湾煤矿的煤千线全长12公里、牛头山至六号井的长六线全长7公里。设煤山机务折返段。2008年9月30日，杭州工务段封闭了煤山至牛头山 （含牛七线）、煤山至千井湾井的铁路。
1965年长广煤矿机关从煤山附近的火烧地搬到牛头山。两省机构并立，如浙江的公检法、安徽税务工商、两省的银行等。牛头山设有长兴县人民法院长广人民法庭、长兴县公安局长广分局、长兴县公安局刑侦大队长广中队。
1965年春，宣传贯彻省委第一书记江华的指示，“大家都来珍惜浙江唯一的煤田”，各个岗位、工种都要明确自己的职责，敬业爱岗。全矿出现了安全好、产量高、互帮互学、和睦相处，职工宿舍敞门睡觉的良好局面，一直延续到1967年3月28日实行军管。
1970年12月26日，长广煤矿第七矿破土动工。1988年1月3日投产。是江南地区唯一的千米（937米）深井，核定生产能力19万吨/年，实际产量保持在13万吨/年左右。高瓦斯矿井。
1972年5月21日，杭长铁路通车，第一列煤车从牛头山开往杭州。
80年代，长广煤矿产煤量达到近100万吨，占当时浙江总耗煤量的三分之一。 
1998年开始，随着资源的枯竭，矿井逐步关闭，人员陆续买断、分流、转产，机构撤并，总部迁至浙江长兴县城，人员逐步回撤浙江。二次创业，长广集团培育“生物能源、新型建材、医药医疗、贸易服务”四大产业板块
2007年3月，直径4.8米深653米的一矿立井封坑。
2013年8月8日13时，七号矿井历经25年生产正式闭坑，这是浙江省最后一对煤矿矿井。标准着浙江省彻底退出煤炭生产领域，结束了产煤的历史。
2014年，长广集团公司被浙江能源集团兼并。
2018年11月，位于煤山镇的长广煤矿工业文化博览馆开馆。